# August Fournier
Augustin (August) Oktavian Fournier, född den 19 juni 1850 i Wien, död där den 18 maj 1920, var en österrikisk historiker.
Fournier blev extra ordinarie professor 1879 i Wien och 1883 i Prag samt 1903 ordinarie professor i historia vid Wiens universitet. Åren 1891–1900 var han medlem av österrikiska riksrådet, där han slöt sig till tyska framstegspartiet, och 1892–1901 av böhmiska lantdagen. Fournier utövade ett flitigt historiskt författarskap, bland vars alster märks Gentz und Cobenzl. Geschichte der österreichischen Diplomatie von 1801 bis 1805 (1880), Historische Studien und Skizzen (1885), som innehåller en samling smärre uppsatser om Josef II, Tugendbund med mera, Napoleon I. (3 band, 1886–1889; 2:a upplagan 1904–1906), Der Congress von Châtillon (1900), Marie Louise und der Sturz Napoleons (1902), Lola Montez (samma år), Zur Textkritik der Korrespondenz Napoleons I. (1903) och Die Geheimpolizei auf dem Wiener Kongress (1913).